# Семеняк Ірина Сергіївна
Ірина Сергіївна Семеняк (нар. 25 серпня 1958, місто Дніпропетровськ, тепер місто Дніпро Дніпропетровської області) — українська радянська діячка, контролер Дніпропетровського агрегатного заводу. Депутат Верховної Ради УРСР 11-го скликання.

## Біографія
Освіта середня спеціальна.
У 1975—1978 роках — кресляр, робітниця геофізичної сейсмоекспедиції.
З 1978 року — оператор, контролер Дніпропетровського агрегатного заводу імені 50-річчя СРСР.
Потім — на пенсії в місті Дніпропетровську (Дніпрі).

## Нагороди
- ордени
- медалі